# Gašpar Pika
Gašpar Pika (asi 1630 – 25. listopadu 1672, Oravský Podzámok) byl velitel posádky Oravského hradu, který se přidal k povstání kuruců.
Pika pocházel ze zemanského rodu ze Zemplínské stolice. Válečné zkušenosti získal v bojích s Turky. Roku 1670 pronikl oddíl povstalců z východního Slovenska až na Liptov a Oravu, kde se k němu přidalo mnoho místních obyvatel. Roku 1672 se kurucové dostali až k Oravskému hradu, kam byli Pikou vpuštěni. Jedním z nich byl i mladý chlapec Imrich Tököly. Povstalcům se podařilo ovládnout celou Oravu a Liptov. Brzy poté však na Oravu ze Slezska přitáhl císařský generál Jan Špork se žoldnéřským vojskem a po krátkém obléhání hrad dobyl.
Tökölymu se podařilo uprchnout, ostatní vůdci povstalců však byli zajati císařskými vojáky. 25 z nich, včetně Piky, dal Špork pro výstrahu 25. listopadu 1672 narazit na kůl v Oravském Podzámku.